# Giorgio I di Grecia
Giorgio I di Grecia (in greco Γεώργιος της Ελλάδας?; Copenaghen, 24 dicembre 1845 – Salonicco, 18 marzo 1913) è stato re di Grecia dal 1863 fino alla sua morte. Nacque come Cristiano Guglielmo Ferdinando Adolfo Giorgio di Schleswig-Holstein-Sonderburg-Glücksburg (Christian Vilhelm Ferdinand Adolf Georg von Schleswig-Holstein-Sonderburg-Glücksburg, in tedesco), meglio noto come principe Guglielmo, terzogenito di Cristiano IX, appartenente alla casata dei Glücksburg.
Dopo la caduta di Ottone I di Grecia, si cercò un altro candidato per il trono ellenico e dopo circa un anno, il Principe Guglielmo fu eletto come Giorgio I, re degli Elleni nel 1863.

## Biografia

### Giovinezza
Guglielmo di Danimarca nacque il 24 dicembre 1845 nel Palazzo Giallo, a Copenaghen, terzogenito di Cristiano di Schleswig-Holstein-Sonderburg-Glücksburg e della consorte, Luisa d'Assia-Kassel. Aveva tre sorelle, Alessandra, regina di Gran Bretagna, Dagmar, imperatrice di Russia e Thyra, Duchessa di Cumberland e Teviotdale e due fratelli, Federico, re di Danimarca e Valdemaro, principe danese. 

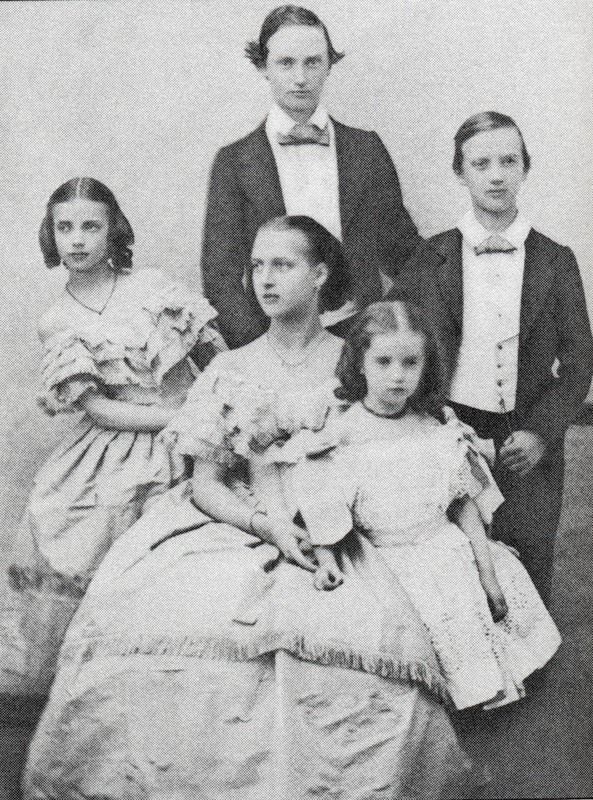
Guglielmo assieme ai fratelli.

Nel 1852 il padre venne proclamato erede presunto di Federico VII di Danimarca, così Guglielmo acquistò il titolo di Principe di Danimarca, soggiornando d'allora sia nel Palazzo Giallo che nel Palazzo Bernstorff . Dopo una prima educazione a palazzo, il principe entrò nella Marina reale danese frequentando poi l'Accademia navale assieme al fratello maggiore, Federico .

### Elezione al trono di Grecia
Nel 1862 re Otto I di Grecia, figlio di Ludovico I di Baviera, venne deposto a seguito di una rivolta popolare e così cominciò la ricerca di un nuovo sovrano greco; un primo candidato fu Alfredo di Sassonia-Coburgo-Gotha, secondo figlio maschio di Vittoria del Regno Unito, il quale però rifiutò la proposta pur supportando il popolo greco.

Con la Convenzione di Londra del 1832 venne stabilito che nessun principe appartenente ad una famiglia regnante di una delle Grandi potenze potesse salire sul trono ellenico, in seguito però alla designazione di diversi principi europei, la Grecia e le potenze, sotto influenza della regina Vittoria, scelsero il diciassettenne Guglielmo di Danimarca, che fu eletto il 30 marzo 1863 dall'Assemblea Nazionale Greca, ascendendo al trono come Giorgio I, re degli Elleni .

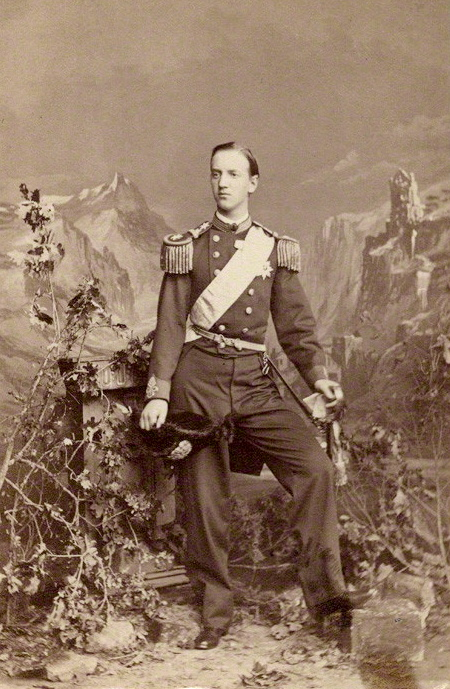
Giorgio I di Grecia nel 1863

### Matrimonio
Nel 1863 mentre re Giorgio si trovava in visita a San Pietroburgo e incontrò la Granduchessa Ol'ga Konstantinovna, figlia del Granduca Costantino e di Alessandra di Sassonia-Altenburg, quindi nipote dello Zar Nicola I. I due si incontrarono di nuovo quattro anni dopo, quando il re di Grecia si recò in Russia in visita alla sorella Dagmar, che di lì a poco sposerà il futuro Alessandro III di Russia. 

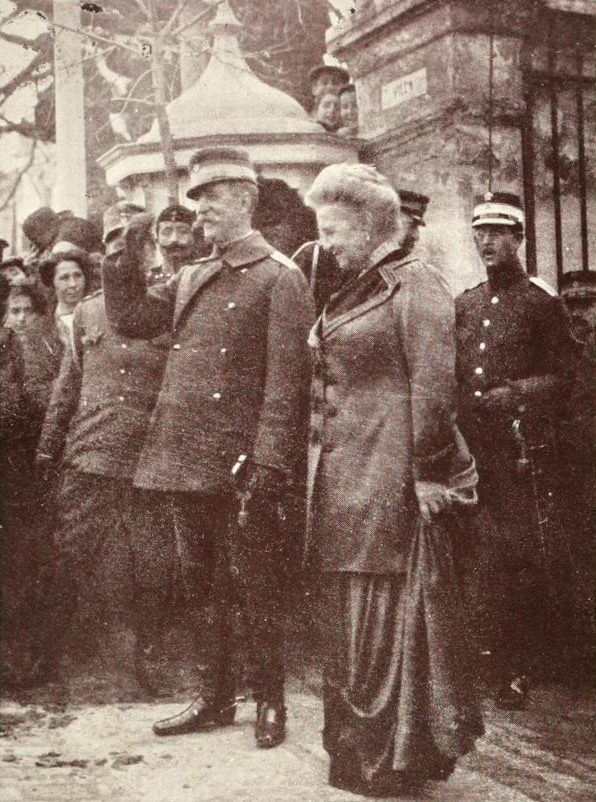
Giorgio I e Ol'ga di Grecia.

In quel periodo Giorgio I era in cerca di una possibile consorte e una Granduchessa di Russia rappresentava una scelta vantaggiosa, sia per la politica che per la religione, difatti il re ellenico, nato luterano, si era convertito alla religione greco-ortodossa dopo l'ascesa al trono. Giorgio e Olga si sposarono nella Cappella del Palazzo di Inverno, il 27 ottobre 1867 ed insieme ebbero otto figli:
- Costantino (1868-1923), re degli Elleni
- Giorgio (1869-1957), principe di Candia
- Alessandra (1870-1891), granduchessa di Russia
- Nicola (1872-1938), principe di Grecia e Danimarca
- Maria (1876-1940), granduchessa di Russia
- Olga (1880), morta a tre mesi
- Andrea (1882-1944), principe di Grecia e Danimarca
- Cristoforo (1888-1940), principe di Grecia e Danimarca

### Regno

#### Fino al Congresso di Berlino
Uno degli obbiettivi principali del regno di Giorgio I, era quello di unire i greci sotto un'unica nazione e questo comportava diversi scontri contro l'Impero ottomano, favorendo gli irredentismi; in merito a tale politica, la Grecia era spesso supportata dall'Impero britannico che vedeva in ciò una possibilità di indebolire la Turchia e di trarre vantaggio nel controllare le vie di comunicazione marittimo del Mediterraneo orientale. Nel 1866 ci fu la Rivolta di Creta, causata dal brigantaggio e dagli irredentismi, che fallì, e poi alla Mobilitazione della Tessaglia nel 1875, che precedette la Guerra turco-russa.
Grazie al Congresso di Berlino del 1878, fu riconosciuta alla Grecia la Tessaglia e parte dell'Epiro, che occupò solo in parte nel 1881, mentre la Gran Bretagna acquisì l'isola di Cipro. Tuttavia fu anche imposto il disarmo, da parte della Grandi potenze, al fine di evitare ulteriori conflitti contro la Turchia, oltre al loro interesse di evitare la formazione di una potenza in tale regione.

#### Dal Congresso di Berlino all'inizio del XX secolo
Dopo il Congresso di Berlino, tenutosi nel 1878, la Grecia affrontò un grave periodo, come difficoltà economiche che portarono alla bancarotta. Alla fine del XIX secolo, il nuovo Primo Ministro Theodōros Dīligiannīs mandò una flotta navale in aiuto a Creta, insorta contro l'amministrazione ottomana, cominciando una guerra nel 1897. Il conflitto fu disastroso per la Grecia che dovette rinunciare ad alcuni territori, risarcire la Turchia e obbligata ad un certo controllo economico da parte delle Grandi potenze. La situazione nazionale era in crisi e la Casa reale cominciò ad acquisire una reputazione negativa. difatti il re subì un attentato da cui uscì illeso.
Per quanto riguarda il problema dell'isola di Creta, fu deciso di stabilire una specie di governatorato, guidato dal principe Giorgio, secondogenito di Giorgio I, sotto ancora però sovranità ottomana. La situazione però non migliorò e nel 1905 scoppiò una rivolta, capeggiata da Eleutherios Venizelos che portò la deposizione del principe Giorgio che fu sostituito da Alexandros Zaimīs, come Governatore di Creta. Le cose in Grecia non andavano meglio, difatti il primo decennio del XX secolo rappresentò un grande periodo di instabilità politica con fermenti nazionalistici ed irredentistici, alimentati da moti popolari ed interventi militari. Uno di questi era il Colpo di Stato di Goudì, nel 1909, quando alcuni ufficiali dell'Esercito costrinsero i principi reali a lasciare le proprie posizioni militari; in seguito il principe ereditario Costantino, con la sua famiglia, lasciò il paese e si recò in Germania, per poi però ritornare ad Atene dopo che Venizelos, salito al potere, permise i reali a ritornare nel 1910.

#### Guerre balcaniche
Con il nuovo governo, la situazione nazionale sembrò migliorare: la Costituzione greca fu modificata, secondo le idee liberali, furono riorganizzate le strutture statali e della Difesa, fu introdotta l'istruzione elementare obbligatoria e l'inamovibilità dei funzionari. Infine Creta fu annessa alla Grecia, nel 1908. Nel 1912 scoppiò la Prima guerra balcanica, combattuta fra la Serbia, Montenegro, Bulgaria e Grecia contro l'Impero ottomano, il quale venne sconfitto. Con il Trattato di Londra, del 1913, la Grecia ottenne Giannina, il resto dell'Epiro, Salonicco e la Macedonia meridionale.
Il Regno di Bulgaria però non accettava l'annessione della regione di Salonicco da parte della Grecia e della Macedonia del Nord da parte della Serbia, così scoppio la Seconda guerra balcanica, che vedeva da una parte la Bulgaria e dall'altra Grecia, Serbia, Montenegro, Turchia e Romania, vinta dal secondo schieramento. La Grecia inoltre desiderava impadronirsi del Dodecaneso, occupate dal Regno d'Italia durante la Guerra italo-turca, ma dovrà aspettare la fine della Seconda guerra mondiale.

### Morte

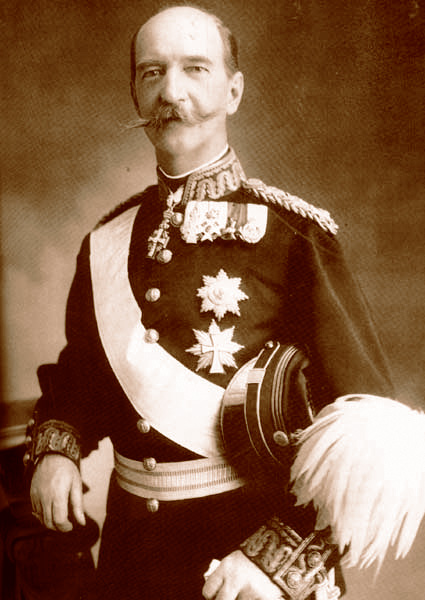
Giorgio I, re degli Elleni.

Giorgio I fu assassinato il 18 marzo 1913, a Salonicco durante la Prima guerra balcanica, da Alexandros Schinas, proprio a causa della difficile situazione greca e le conseguenze della guerra. Il sovrano fu succeduto dal primogenito che ascese al trono come Costantino I, re degli Elleni.
Il sovrano greco fu sepolto nel Cimitero reali di Tatoi, parte del Palazzo di Tatoi, residenza estiva della Casa reale che si trova a pochi chilometri a nord della capitale greca. Giorgio I era il nonno di Filippo, duca di Edimburgo, marito di Elisabetta II e quindi bisnonno di re Carlo III del Regno Unito.

## Discendenza
Giorgio e Olga ebbero otto figli:
- Costantino I di Grecia (1868-1923), sposò nel 1889 Sofia di Prussia, con discendenza.
- Giorgio di Grecia (1869-1957), sposò nel 1907 la principessa Marie Bonaparte, con discendenza.
- Alessandra di Grecia (1870-1891), sposò nel 1889 il granduca Pavel Aleksandrovič Romanov, con discendenza.
- Nicola di Grecia (1872-1938), sposò nel 1902 la granduchessa Elena Vladimirovna di Russia, con discendenza.
- Maria di Grecia (1876-1940), sposò nel 1900 il granduca Georgij Michajlovič di Russia; rimasta vedova, sposò nel 1922 l'ammiraglio Perikles Ioannidis; con discendenza.
- Olga (morta a tre mesi di età).
- Andrea di Grecia (1882-1944), sposò nel 1903 la principessa Alice di Battenberg, con discendenza.
- Cristoforo di Grecia (1888-1940), sposò nel 1920 None May "Nancy" Stewaart Worthington Leeds, poi rimasto vedovo; nel 1929 sposò la principessa Francesca d'Orléans; con discendenza.

Giorgio era zio di Giorgio V del Regno Unito, Cristiano X di Danimarca, Haakon VII di Norvegia e Nicola II di Russia. Era inoltre nonno di tre sovrani di Grecia, Giorgio II, Alessandro e Paolo, e di Filippo, duca di Edimburgo, consorte di Elisabetta II e quindi padre di re Carlo III.

## Ascendenza
|                                                                |                         |                                        | Genitori                                    |  |  | Nonni |  |  | Bisnonni                                             |  |  | Trisnonni                                           |  |
|                                                                |                         |                                        |                                             |  |  |       |  |  | Federico Carlo di Schleswig-Holstein-Sonderburg-Beck |  |  | Carlo Antonio di Schleswig-Holstein-Sonderburg-Beck |  |
|                                                                |                         |                                        |                                             |  |  |       |  |  | Federico Carlo di Schleswig-Holstein-Sonderburg-Beck |  |  | Carlo Antonio di Schleswig-Holstein-Sonderburg-Beck |  |
|                                                                |                         | Federica di Dohna-Leistenau            |                                             |  |  |       |  |  | Federico Carlo di Schleswig-Holstein-Sonderburg-Beck |  |  |                                                     |  |
| Federico Guglielmo di Schleswig-Holstein-Sonderburg-Glücksburg |                         |                                        |                                             |  |  |       |  |  | Federico Carlo di Schleswig-Holstein-Sonderburg-Beck |  |  |                                                     |  |
|                                                                |                         | Federica di Schlieben                  | Carlo Leopoldo di Schlieben                 |  |  |       |  |  |                                                      |  |  |                                                     |  |
|                                                                |                         | Federica di Schlieben                  | Carlo Leopoldo di Schlieben                 |  |  |       |  |  |                                                      |  |  |                                                     |  |
|                                                                |                         | Federica di Schlieben                  | Maria Eleonora di Lehndorff                 |  |  |       |  |  |                                                      |  |  |                                                     |  |
| Cristiano IX di Danimarca                                      |                         | Federica di Schlieben                  |                                             |  |  |       |  |  |                                                      |  |  |                                                     |  |
|                                                                |                         | Carlo d'Assia-Kassel                   | Federico II d'Assia-Kassel                  |  |  |       |  |  |                                                      |  |  |                                                     |  |
|                                                                |                         | Carlo d'Assia-Kassel                   | Federico II d'Assia-Kassel                  |  |  |       |  |  |                                                      |  |  |                                                     |  |
|                                                                |                         | Carlo d'Assia-Kassel                   | Maria di Gran Bretagna                      |  |  |       |  |  |                                                      |  |  |                                                     |  |
| Luisa Carolina d'Assia-Kassel                                  |                         | Carlo d'Assia-Kassel                   |                                             |  |  |       |  |  |                                                      |  |  |                                                     |  |
|                                                                |                         | Luisa di Danimarca                     | Federico V di Danimarca                     |  |  |       |  |  |                                                      |  |  |                                                     |  |
|                                                                |                         | Luisa di Danimarca                     | Federico V di Danimarca                     |  |  |       |  |  |                                                      |  |  |                                                     |  |
|                                                                |                         | Luisa di Danimarca                     | Luisa di Gran Bretagna                      |  |  |       |  |  |                                                      |  |  |                                                     |  |
| Giorgio I di Grecia                                            |                         | Luisa di Danimarca                     |                                             |  |  |       |  |  |                                                      |  |  |                                                     |  |
|                                                                | Federico d'Assia-Kassel | Federico II d'Assia-Kassel             |                                             |  |  |       |  |  |                                                      |  |  |                                                     |  |
|                                                                | Federico d'Assia-Kassel | Federico II d'Assia-Kassel             |                                             |  |  |       |  |  |                                                      |  |  |                                                     |  |
|                                                                | Federico d'Assia-Kassel | Maria di Gran Bretagna                 |                                             |  |  |       |  |  |                                                      |  |  |                                                     |  |
| Guglielmo d'Assia-Kassel                                       | Federico d'Assia-Kassel |                                        |                                             |  |  |       |  |  |                                                      |  |  |                                                     |  |
|                                                                |                         | Carolina Polissena di Nassau-Usingen   | Carlo Guglielmo di Nassau-Usingen           |  |  |       |  |  |                                                      |  |  |                                                     |  |
|                                                                |                         | Carolina Polissena di Nassau-Usingen   | Carlo Guglielmo di Nassau-Usingen           |  |  |       |  |  |                                                      |  |  |                                                     |  |
|                                                                |                         | Carolina Polissena di Nassau-Usingen   | Carolina Felicita di Leiningen-Dagsburg     |  |  |       |  |  |                                                      |  |  |                                                     |  |
| Luisa d'Assia-Kassel                                           |                         | Carolina Polissena di Nassau-Usingen   |                                             |  |  |       |  |  |                                                      |  |  |                                                     |  |
|                                                                |                         | Federico di Danimarca                  | Federico V di Danimarca                     |  |  |       |  |  |                                                      |  |  |                                                     |  |
|                                                                |                         | Federico di Danimarca                  | Federico V di Danimarca                     |  |  |       |  |  |                                                      |  |  |                                                     |  |
|                                                                |                         | Federico di Danimarca                  | Giuliana Maria di Brunswick-Lüneburg        |  |  |       |  |  |                                                      |  |  |                                                     |  |
| Luisa Carlotta di Danimarca                                    |                         | Federico di Danimarca                  |                                             |  |  |       |  |  |                                                      |  |  |                                                     |  |
|                                                                |                         | Sofia Federica di Meclemburgo-Schwerin | Luigi di Meclemburgo-Schwerin               |  |  |       |  |  |                                                      |  |  |                                                     |  |
|                                                                |                         | Sofia Federica di Meclemburgo-Schwerin | Luigi di Meclemburgo-Schwerin               |  |  |       |  |  |                                                      |  |  |                                                     |  |
|                                                                |                         | Sofia Federica di Meclemburgo-Schwerin | Carlotta Sofia di Sassonia-Coburgo-Saalfeld |  |  |       |  |  |                                                      |  |  |                                                     |  |
|                                                                |                         | Sofia Federica di Meclemburgo-Schwerin |                                             |  |  |       |  |  |                                                      |  |  |                                                     |  |

### Ascendenza patrilineare
1. Elimar I, conte di Oldenburg, *1040 †1112
2. Elimar II, conte di Oldenburg, *1070 †1142
3. Cristiano I, conte di Oldenburg, *1123 †1167
4. Maurizio I, conte di Oldenburg, *1150 †1209
5. Cristiano II, conte di Oldenburg, *1175 †1233
6. Giovanni I, conte di Oldenburg, *1204 †1270
7. Cristiano III, conte di Oldenburg,*1231 †1285
8. Giovanni II, conte di Oldenburg, *1270 †1316
9. Corrado I, conte di Oldenburg, *1302 †1347
10. Cristiano V, conte di Oldenburg, *1342 †1399
11. Dietrich, conte di Oldenburg, *1390 †1440
12. Cristiano I, re di Danimarca, Norvegia e Svezia, *1426 †1481
13. Federico I, re di Danimarca e Norvegia, *1471 †1533
14. Cristiano III, re di Danimarca e Norvegia, *1503 †1559
15. Giovanni, duca di Schleswig-Holstein-Sonderburg, *1545 †1622
16. Alessandro, duca di Schleswig-Holstein-Sonderburg, *1573 †1627
17. Augusto Filippo, duca di Schleswig-Holstein-Sonderburg-Beck, *1612 †1675
18. Federico Luigi, duca di Schleswig-Holstein-Sonderburg-Beck, *1653 †1728
19. Pietro Augusto, duca di Schleswig-Holstein-Sonderburg-Beck, *1697 †1775
20. Carlo Antonio Augusto, duca di Schleswig-Holstein-Sonderburg-Beck, *1727 †1759
21. Federico Carlo Ludovico, duca di Schleswig-Holstein-Sonderburg-Beck, *1757 †1816
22. Federico Guglielmo, duca di Schleswig-Holstein-Sonderburg-Glücksburg, *1785 †1831
23. Cristiano IX, re di Danimarca, *1818 †1906
24. Giorgio I, re degli Elleni, *1845 †1913